# Here, My Dear
Albums de Marvin Gaye
I Want You
(1976) In Our Lifetime
(1981)
Here, My Dear est le quatorzième album studio du chanteur américain Marvin Gaye sorti en 1978.

## L'album
Marvin Gaye, condamné pour ne pas avoir payé de pension alimentaire à son ex-épouse Anna Gordy, par ailleurs sœur du patron de Tamla Motown Berry Gordy, accepte que les gains de l'album ainsi que l'avance qui lui est faite lui soient reversés. Il écrit alors une série de chansons sur la désintégration de son couple. Gaye, en guerre avec sa maison de disques et avec ses musiciens, sait que l'album sera un fiasco. Il reçoit en effet un accueil très réservé de la critique et du public. Devenu introuvable en magasin les années suivantes, il est finalement entré parmi les 1001 Albums You Must Hear Before You Die.
À l'époque, il divorce avec sa seconde épouse Janis Hunter ; Gaye fait une vague pause avec la musique en partant en Europe en 1979. Il revient un an et demi plus tard en Californie pour terminer les enregistrements de son prochain et dernier album In Our Lifetime au sous le label Tamla (Motown avant de signer un contrat avec Colombia Records en 1981.

## Liste des titres
Tous les titres sont de Marvin Gaye (sauf mention) :
| 1.  | Here, My Dear                                                          |                                       | 2:48 |
| 2.  | I Met a Little Girl                                                    |                                       | 5:03 |
| 3.  | When Did You Stop Loving Me, When Did I Stop Loving You                |                                       | 6:17 |
| 4.  | Angers                                                                 | Delta Ashby, Marvin Gaye, Ed Townsend | 4:04 |
| 5.  | Is That Enough                                                         |                                       | 7:47 |
| 6.  | Everybody Needs Love'                                                  | Ed Townsend, Gaye                     | 5:48 |
| 7.  | Time to Get It Together                                                |                                       | 3:55 |
| 8.  | Sparrow                                                                | Ed Townsend, Gaye                     | 6:12 |
| 9.  | Anna's Song                                                            |                                       | 5:56 |
| 10. | When Did You Stop Loving Me, When Did I Stop Loving You (Instrumental) |                                       | 6:03 |
| 11. | A Funky Space Reincarnation                                            |                                       | 8:18 |
| 12. | You Can Leave, but It's Going to Cost You                              |                                       | 5:32 |
| 13. | Falling in Love Again                                                  |                                       | 4:39 |
| 14. | When Did You Stop Loving Me, When Did I Stop Loving You (Reprise)      |                                       | 0:47 |

### Crédits
- Marvin Gaye : voix, synthétiseur, batterie
- Charles Owens : saxophone ténor
- Wally Ali : guitare
- Gordon Banks : guitare
- Frank Blair : basse
- Elmira Collins : percussions
- Ernie Fields, Jr : saxophone alto
- Fernando Harkness : saxophone ténor
- Gary Jones : percussions
- Nolan Andrew Smith : trompette
- Bugsy Wilcox : batterie